# 엄유온
엄유온(嚴有溫, ? ~ 1419년)은 조선의 전기의 문신이다. 본관은 영월(寧越)이다. 성종의 후궁 귀인 엄씨(貴人 嚴氏)의 증조부이다.
조선을 창업(創業)한 개국공신(開國功臣)으로 가선대부(嘉善大夫)에 올랐다. 1418년 좌군 동지총제(左軍同知摠制)가 되었다. 1419년 사망하자 세종이 부의로 종이 70권을 하사하였다.

## 가족 관계
- 아버지 : 엄준(嚴俊)
- 어머니 : 진주 정씨(晉州 鄭氏) 정의생(鄭義生)의 딸
  - 아들 : 승의랑(承議郞) 엄극인(嚴克仁)
  - 며느리 : 전주 최씨(全州崔氏) - 이조판서(吏曹判書) 최부(崔俯)의 딸
    - 손자 : 엄강수(嚴岡壽)
    - 손자 : 엄산수(嚴山壽)
    - 손자 : 승문원교리(承文院校理) 엄송수(嚴松壽)
      - 증손자 : 선공감 부정(副正) 엄훈(嚴訓)
      - 증손자 : 금천현감 엄회
      - 증손자 : 증공조참의 엄계
      - 증손녀 : 귀인 엄씨(貴人 嚴氏, ? ~ 1504년)
      - 증손녀 사위 : 성종(成宗, 1457년-1494년, 재위:1469년-1494년)